# اسلنگراپ
اسلنگراپ (به لاتین: Slangerup) یک منطقهٔ مسکونی در دانمارک است که در Frederikssund Municipality واقع شده‌است. اسلنگراپ ۳٫۲۶ کیلومتر مربع مساحت و ۶٬۸۰۸ نفر جمعیت دارد.